# 占巴塞 (城鎮)

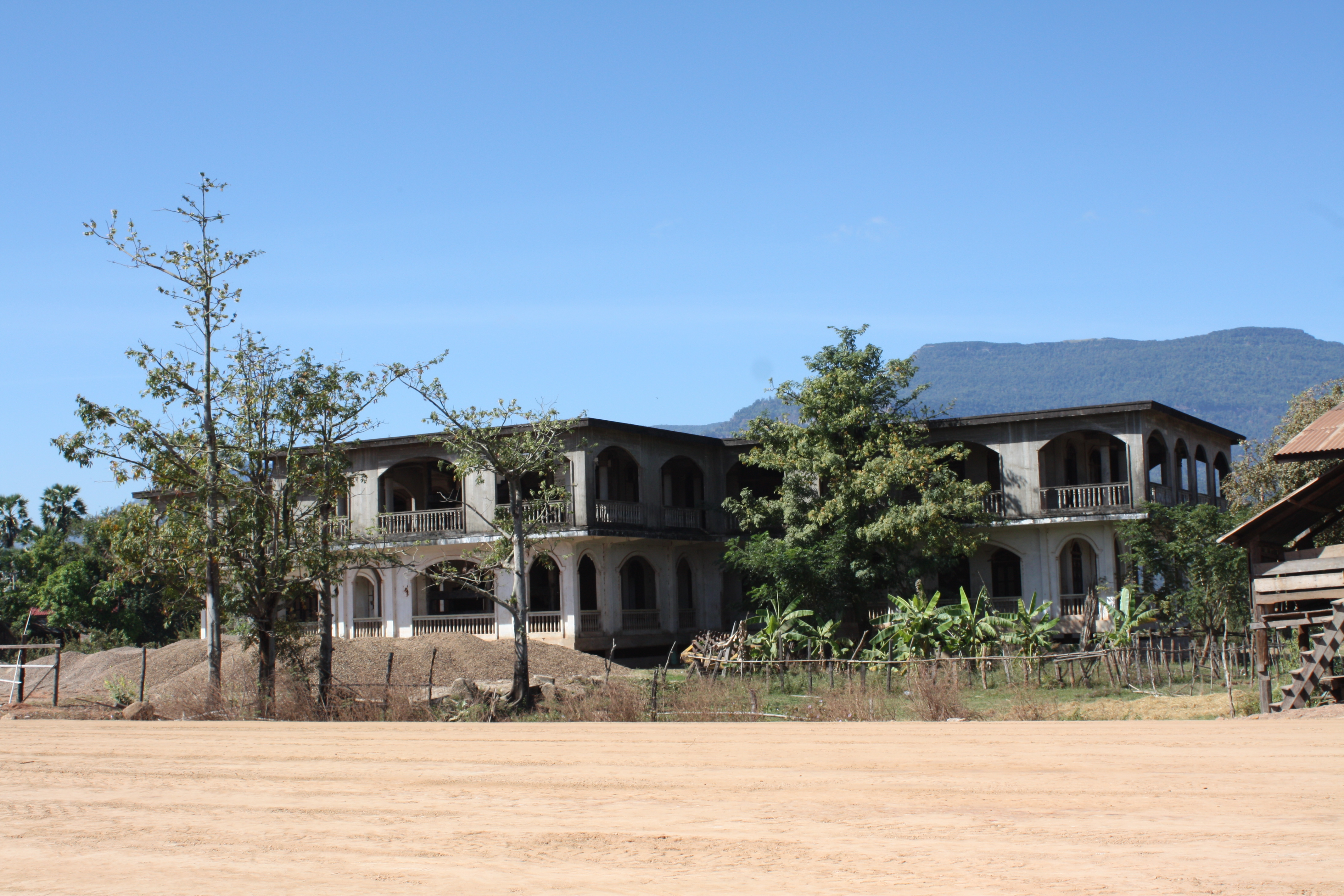

占巴塞是老撾的城鎮，由占巴塞省負責管轄，位於該國南部湄公河西岸，距離首府巴色約40公里，該鎮曾經是占巴塞王國的首都，2010年人口14,448。
14°53′N 105°52′E / 14.883°N 105.867°E